# Iñigo Córdoba
Iñigo Córdoba Querejeta (Bilbao, 13 marzo 1997) è un calciatore spagnolo, attaccante del Burgos.

## Caratteristiche tecniche
È un'ala sinistra molto veloce, dotata di buona tecnica individuale e abile nel possesso di palla.

## Carriera

### Club
Cresciuto nel settore giovanile dell'Athletic Bilbao, dopo tre stagioni trascorse con Baskonia e Bilbao Athletic, il 30 giugno 2017 firma un contratto quadriennale con la prima squadra del club basco (con una clausola di rescissione di 30 milioni di euro). Esordisce nella Liga il 20 agosto, nella partita pareggiata per 0-0 contro il Getafe, sostituendo all'88º Mikel Balenziaga. Il 16 aprile 2018 prolunga fino al 2022.

### Nazionale
Ha giocato nelle nazionali giovanili spagnole Under-17, Under-19 ed Under-21.

## Statistiche

### Presenze e reti nei club
Statistiche aggiornate al 30 giugno 2018.
| Stagione        | Squadra         | Campionato      | Campionato | Campionato | Coppe nazionali | Coppe nazionali | Coppe nazionali | Coppe continentali | Coppe continentali | Coppe continentali | Altre coppe | Altre coppe | Altre coppe | Totale | Totale |
| Stagione        | Squadra         | Comp            | Pres       | Reti       | Comp            | Pres            | Reti            | Comp               | Pres               | Reti               | Comp        | Pres        | Reti        | Pres   | Reti   |
| --------------- | --------------- | --------------- | ---------- | ---------- | --------------- | --------------- | --------------- | ------------------ | ------------------ | ------------------ | ----------- | ----------- | ----------- | ------ | ------ |
| 2017-2018       | Athletic Bilbao | PD              | 30         | 1          | CR              | 1               | 0               | UEL                | 10                 | 0                  | -           | -           | -           | 41     | 1      |
| 2018-2019       | Athletic Bilbao | PD              | 0          | 0          | CR              | 0               | 0               | -                  | -                  | -                  | -           | -           | -           | 0      | 0      |
| Totale carriera | Totale carriera | Totale carriera | 30         | 1          |                 | 1               | 0               |                    | 10                 | 0                  |             | -           | -           | 41     | 1      |

### Cronologia presenze e reti in nazionale
| Cronologia completa delle presenze e delle reti in nazionale ― Spagna under 21 | Cronologia completa delle presenze e delle reti in nazionale ― Spagna under 21 | Cronologia completa delle presenze e delle reti in nazionale ― Spagna under 21 | Cronologia completa delle presenze e delle reti in nazionale ― Spagna under 21 | Cronologia completa delle presenze e delle reti in nazionale ― Spagna under 21 | Cronologia completa delle presenze e delle reti in nazionale ― Spagna under 21 | Cronologia completa delle presenze e delle reti in nazionale ― Spagna under 21 | Cronologia completa delle presenze e delle reti in nazionale ― Spagna under 21 |
| Data                                                                           | Città                                                                          | In casa                                                                        | Risultato                                                                      | Ospiti                                                                         | Competizione                                                                   | Reti                                                                           | Note                                                                           |
| ------------------------------------------------------------------------------ | ------------------------------------------------------------------------------ | ------------------------------------------------------------------------------ | ------------------------------------------------------------------------------ | ------------------------------------------------------------------------------ | ------------------------------------------------------------------------------ | ------------------------------------------------------------------------------ | ------------------------------------------------------------------------------ |
| 14-11-2017                                                                     | Cartagena                                                                      | Spagna under 21                                                                | 5 – 1                                                                          | Slovacchia under 21                                                            | Qual. Europeo Under-21 2019                                                    | 1                                                                              | 46’                                                                            |
| 27-3-2018                                                                      | Ponferrada                                                                     | Spagna under 21                                                                | 3 – 1                                                                          | Estonia under 21                                                               | Qual. Europeo Under-21 2019                                                    | -                                                                              | 57’                                                                            |
| Totale                                                                         |                                                                                | Presenze                                                                       | 2                                                                              |                                                                                | Reti                                                                           | 1                                                                              |                                                                                |

## Palmarès

### Club

#### Competizioni nazionali
- Supercoppa di Spagna: 1

Athletic Bilbao: 2021